# Hina-Oio
Hina-Oio est la déesse des animaux marins dans la mythologie de l'île de Pâques. Mariée à Atua-Metua, elle est la mère de tous les animaux marins.